# Marin Kolew
Marin Kolew (bg. Марин Колев) – bułgarski zapaśnik walczący w stylu klasycznym. Brązowy medalista mistrzostw świata w 1971, a także mistrzostw Europy w 1970 roku.